# L'amour c'est mieux que la vie
Pour plus de détails, voir Fiche technique et Distribution.
L'amour c'est mieux que la vie est un film français écrit, produit et réalisé par Claude Lelouch, sorti en 2021.

## Synopsis
À leur sortie de prison, Gérard, Ary et Philippe, se demandent si l'honnêteté n'est pas la meilleure des combines. Inséparables et vertueux, depuis vingt ans, Gérard est condamné par un mal incurable et ses deux amis veulent lui offrir sa dernière histoire d'amour… car Gérard a toujours répété que l'amour, c'est mieux que la vie.

## Fiche technique
Sauf indication contraire, les informations mentionnées dans cette section peuvent être confirmées par la base de données cinématographiques Unifrance,  présente dans la section « Liens externes ».
- Titre original : L'amour c'est mieux que la vie
- Réalisation et scénario : Claude Lelouch
- Adaptation et dialogues : Pierre Leroux, Grégoire Lacroix et Valérie Perrin.
- Musique : Laurent Couson
- Décors : n/a
- Costumes : Christel Birot
- Photographie : Maxime Héraud
- Son : Harald Maury
- Montage : Stéphane Mazalaigue
- Production : Claude Lelouch
- Coproduction : Laurent Dassault
- Sociétés de production : Les Films 13 ; LDRP II (coproduction)
- Société de distribution : Metropolitan Filmexport
- Pays de production :  France
- Langue originale : français
- Format : couleur — 2,39:1
- Genre : comédie dramatique
- Durée : 115 minutes
- Dates de sortie :
  - France : 9 septembre 2021 (Festival du cinéma américain de Deauville)[1] ; 19 janvier 2022 (sortie nationale)
  - Belgique : 19 janvier 2022

## Distribution
- Sandrine Bonnaire : Sandrine
- Gérard Darmon : Gérard
- Ary Abittan : Ary
- Philippe Lellouche : Philippe
- Kev Adams : Kev
- Elsa Zylberstein : Elsa
- Béatrice Dalle : Béa, l'avocate du diable
- Xavier Inbona : Jésus
- Clémentine Célarié : Clémentine, la flic
- Olivier Rabourdin : Olivier, le flic
- Ludivine de Chastenet : Ludivine
- Robert Hossein : Robert
- Candice Patou : Candice
- Laurent Dassault : Laurent, le directeur de la banque
- Laurent Couson : l'animateur du festival de jazz
- Mathilde Bisson : la chanteuse
- Roland Romanelli : l'accordéoniste

## Autour du film
- Il est dans un premier temps annoncé comme étant le dernier film du réalisateur[2], mais le cinéaste annonce par la suite qu'il s'agira du premier volet d'une trilogie, dont le deuxième, Finalement, a été tourné à l'été 2023.
- C'est le dernier film mettant en scène Robert Hossein, mort quelques semaines après le tournage de ses séquences, en décembre 2020.

## Accueil

### Box-office
Le film sort en France le 19 janvier 2022 dans 521 salles. Il réalise 21 895 entrées pour sa première journée.
Après deux semaines, il cumule seulement 156 787 entrées avec pourtant 573 salles.

### Critique
« Gérard Darmon n'en a plus pour longtemps. Question de mois. Un ultime tour du monde en première classe, et salut la compagnie. Voilà ce que c'est d'avoir trop fumé...» Le Figaro Eric Neuhoff

### Documentation
- Dossier de presse L'amour c'est mieux que la vie

### Publications
- « L'amour c’est mieux que la vie » : Claude Lelouch déroule encore sa petite musique sentimentale Le Monde Jacques Mandelbaum, 19 janvier 2022[6]
- Claude Lelouch a refusé de couper Ary Abittan de son nouveau film LCI Rania Hoballah, 17 janvier 2022[7]
- « Ma vie a été truffée de miracles » : Claude Lelouch rend hommage au divin dans son dernier film CNEWS Chloé Ronchin, 21 janvier 2022[8]
- « L'amour c'est mieux que la vie » : Claude Lelouch entouré de Brigitte Macron et Jean Dujardin Paris Match Charlotte Chapuis, 18 janvier 2022[9]